# Somatochlora daviesi
Somatochlora daviesi is een echte libel (Anisoptera) uit de familie van de glanslibellen (Corduliidae).
De soort staat op de Rode Lijst van de IUCN als onzeker, beoordelingsjaar 2010.
De wetenschappelijke naam van de soort werd in 1977 gepubliceerd door Maurits Anne Lieftinck.

## Synoniemen
- Somatochlora nepalensis Asahina, 1982